# Martiri Amiternini
I Martiri Amiternini, o gli Ottantatré Martiri Amiternini, (? - Amiternum, ?) sono un gruppo di cristiani martirizzati nella città di Amiternum e venerati come santi dalla Chiesa Cattolica. La memoria liturgica ricorre il 24 luglio.

## Le notizie biografiche e il culto
La memoria di questi soldati di origine orientale di stanza ad Amiternum veniva ricordato nell'antico Martirologio Romano con le seguenti parole: Amiterni in Vestinis passio Sanctorum militum octogintatrium.
Il martirio, secondo le testimonianze scultoree, è avvenuto per tortura e straziamento dei corpi, ma risulta difficile da collocare cronologicamente in quanto gli autori ne discutono la collocazione sotto gli imperi di Nerva, Massimino e Decio. I corpi dei martiri furono seppelliti nelle catacombe della chiesa di San Vittorino ed erano venerati dalle popolazioni dell’antica Diocesi di Amiternum nel mese di maggio. 
Una tela, raffigurante il martirio e attribuita a Pompeo Cesura, era conservata nell’altare del barone Lorenzo Alfieri nella parrocchiale di San Vittorino e successivamente traslato all’interno della chiesa di San Domenico a L’Aquila. Un’altra tela era presente nella chiesa di San Pietro di Sassa intra moenia.
Il culto dei Martiri Amiternini viene nel Seicento introdotto anche a Roma e, grazie alla mediazione dei gesuiti, si concentra nella chiesa del Gesù.
La stessa memoria viene riportata anche dai martirologi di Usuardo, del Baronio e del Tillemont.
Con la riforma del Martirologio Romano dopo il concilio Vaticano II la memoria del martiri amiternini è stata soppressa.